# 15 mars
Pour les articles homonymes, voir Quinze-Mars.
15 février 15 avril
Chronologies thématiques
- Croisades
- Ferroviaires
- Sports
- Disney
- Anarchisme
- Catholicisme

Abréviations / Voir aussi
- (° 1852) = né en 1852
- († 1885) = mort en 1885
- a.s. = calendrier julien
- n.s. = calendrier grégorien
- Calendrier
- Calendrier perpétuel
- Liste de calendriers
- Naissances du jour

Le 15 mars est le 74e jour, moins souvent le 75e, de l'année du calendrier grégorien ; il en reste ensuite 291.
C'était généralement le 25e jour du mois de ventôse dans le calendrier républicain / révolutionnaire français officiellement dénommé jour du thon.

## Événements

### Iersiècleav. J.-C.
- 44 av. J.-C. : assassinat de Jules César sur le forum romain en pleines ides de mars (voir fêtes ci-après in fine).

### IVesiècle
- 351 : Constantius Gallus devient César.

### Vesiècle
- 493 : après une guerre difficile (489-493) et le siège de Ravenne (491-493), Théodoric exécute le roi Odoacre qui avait capitulé. Les Ostrogoths sont les maîtres de l'Italie et de la Dalmatie.

### XIIesiècle
- 1190 : Isabelle de Hainaut meurt en couches après avoir donné trois enfants à Philippe Auguste, dont Louis (père du futur Saint-Louis).

### XIIIesiècle
- 1232 : le comte Thomas Ier de Savoie achète, moyennant 32 000 sous forts de Suse, au comte Berlion, la ville de Chambéry pour en faire sa capitale.
- 1270 : Eudes Rigaud, archevêque de Rouen de 1248 à 1275, quitte Rouen pour rejoindre l'armée des Croisés.

### XVesiècle

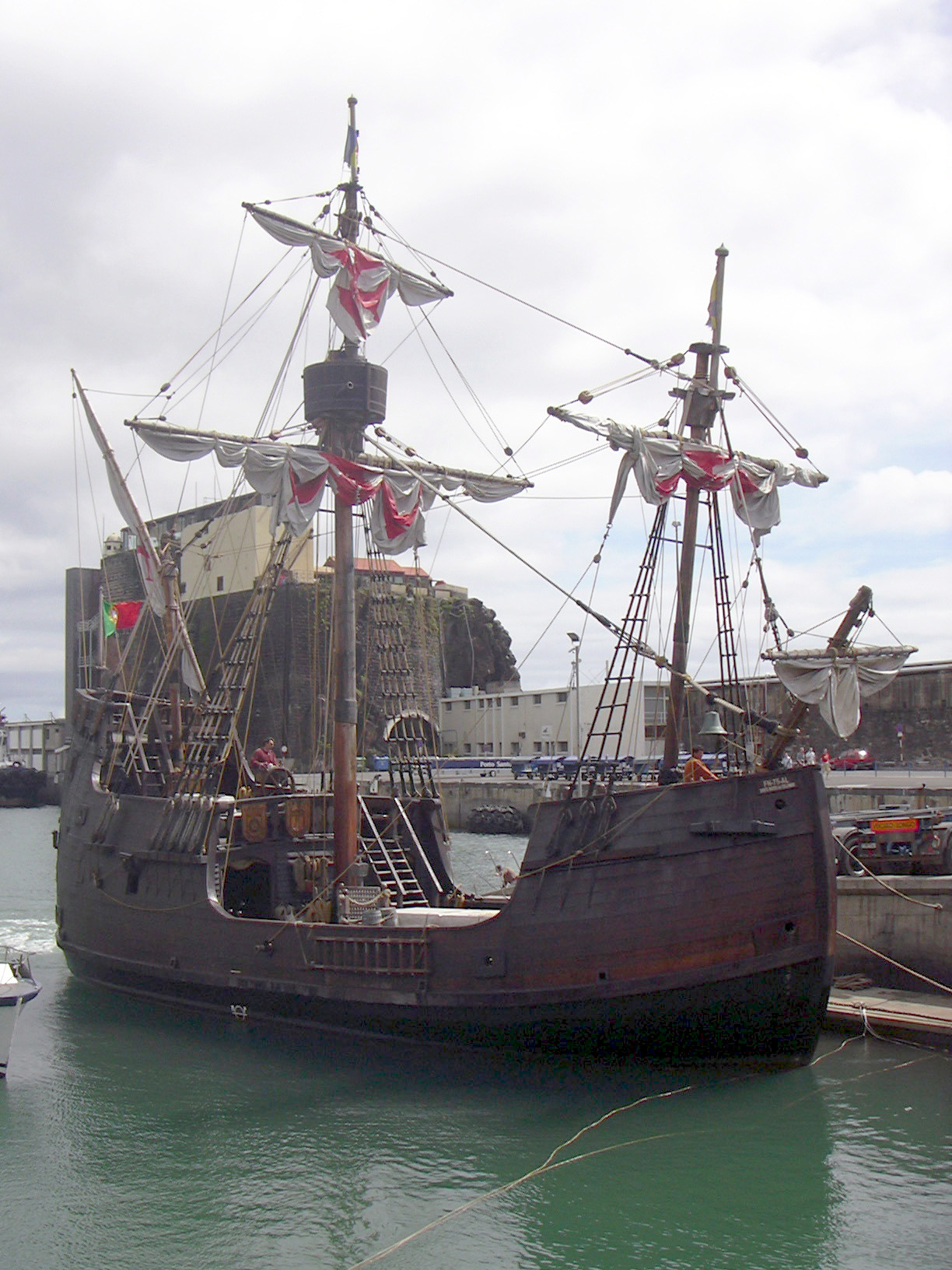
Santa Maria

- 1493 : Christophe Colomb, de retour du Nouveau Monde, achève son premier voyage en débarquant à Palos de la Frontera.

### XVIIesiècle
- 1603 : à Honfleur, Samuel de Champlain, en compagnie d'un marchand de Saint-Malo, Gravé du Pont, prend la mer en direction du Canada.

### XVIIIesiècle
- 1714 : Hagopdjan de Deritchan, plus riche marchand arménien, quitte Erevan avec l'ambassadeur de Perse et prend la route de l'Europe pour transporter des présents du Chah de Perse Hussein Ier au roi de France Louis XIV.
- 1763 : Joseph Morel, général du Premier Empire († 28 avril 1834)
- 1774 : John Conrad Otto, médecin américain († 26 juin 1844).
- 1783 : George Washington calme la situation et évite la conspiration de Newburgh.
- 1793 : Combat de Pontivy et combat de La Roche-Bernard, lors des révoltes paysannes contre la levée en masse.

### XIXesiècle
- 1820 : le Maine devient un État des États-Unis.
- 1847 : ouverture du tronçon Amiens-Abbeville de la ligne de Longueau à Boulogne-Ville.
- 1848 : début de la Révolution hongroise de 1848.
- 1850 : vote de la loi Falloux, loi française sur l'instruction publique.
- 1874 : en Asie du Sud-Est, la France signe, avec l'Annam, un traité, à Saïgon, qui reconnaît la présence de la France en Basse-Cochinchine et lui accorde la liberté de navigation.
- 1890 :
  - l'empereur Guillaume II retire son soutien au chancelier Bismarck, son limogeage officiel aura lieu quelques jours plus tard.
  - la Conférence internationale du travail, réunie à Berlin du 15 au 26, prévoit la création d’une législation internationale du travail.
- 1892 : attentat de la caserne Lobau, une des premières attaques de l'Ère des attentats (1892-1894).
- 1894 : attentat de la Madeleine par Désiré Pauwels pendant l'Ère des attentats.
- 1894 : la France cède à l'Allemagne le « bec de canard » au profit du Cameroun allemand.

### XXesiècle
- 1907 : premières élections législatives dans le Grand-duché de Finlande. Des femmes sont élues dans un Parlement pour la première fois.

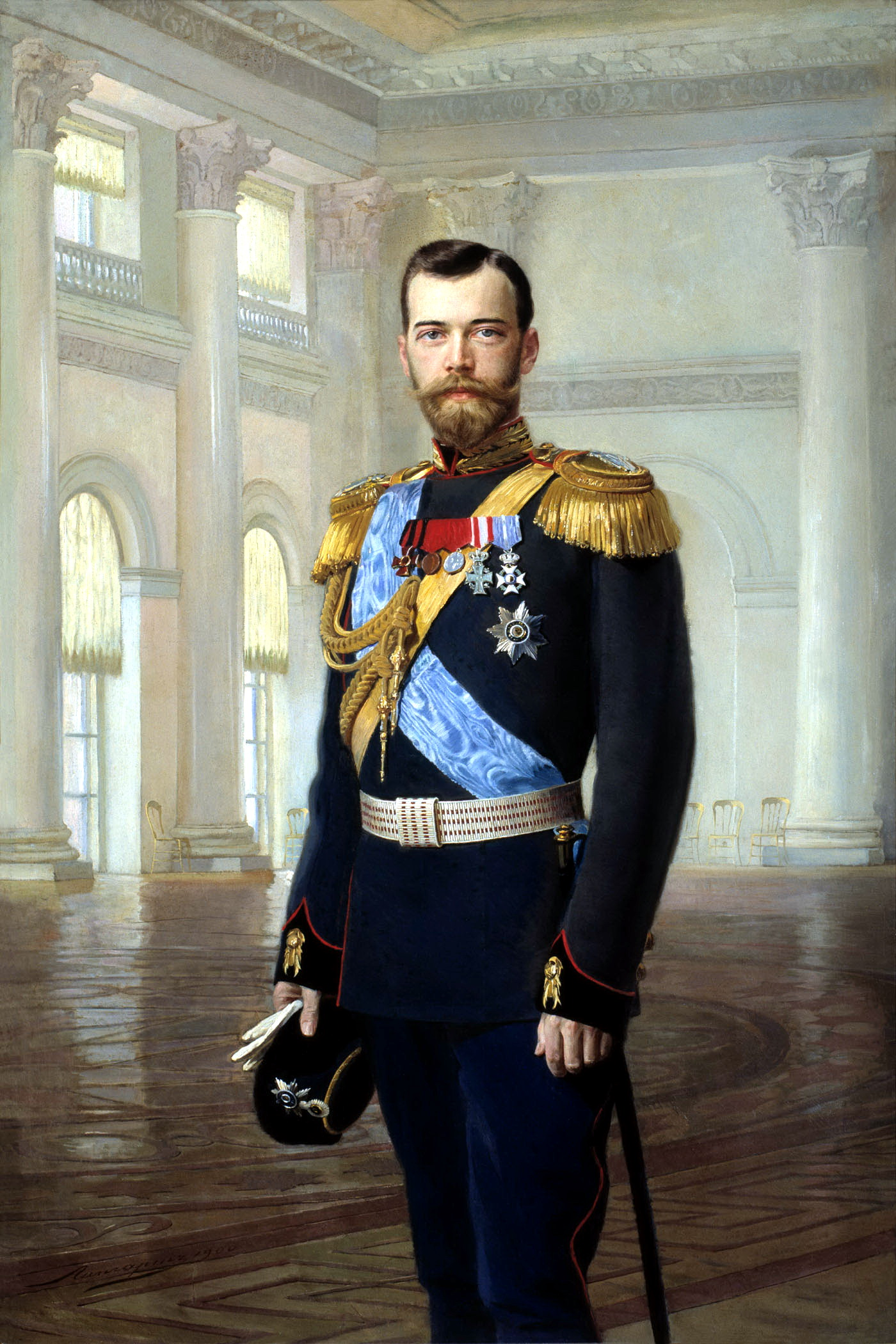
Nicolas II de Russie

- 1917 : à Pskov, sous la pression de l'état major, le tsar Nicolas II abdique après avoir nommé un libéral, Gueorgui Lvov, à la tête du gouvernement. Ne voyant aucune possibilité de rétablir l'ordre, le grand-duc Michel, choisi par le tsar pour lui succéder, renonce au trône le lendemain.
- 1922 : Fouad Ier change son titre et passe de sultan à roi d'Égypte.
- 1939 : la Tchécoslovaquie est envahie par l'Allemagne nazie, qui forme le protectorat de Bohême-Moravie.
- 1943 : activation de la troisième flotte des États-Unis.
- 1944 :
  - lors de l'Opération Margarethe, l'Allemagne envahit la Hongrie, qui voulait se rapprocher des Alliés.
  - en France, le conseil national de la Résistance adopte son programme.
- 1954 : le Việt Minh enlève le poste Gabrielle aux coloniaux français, lors de la première vague de la bataille de Ðiện Biên Phủ.
- 1962 :
  - accrochage entre des conseillers militaires américains au Sud-Viêt Nam et des irréguliers communistes.
  - Donald Jackson réussit un triple Lutz, obtient 7 fois la note maximum de 6 et devient champion du monde de patinage artistique.
  - Wilt Chamberlain est le premier basketteur à dépasser les 4 000 points durant une saison NBA.
  - un avion Lockheed L-1049 de la compagnie Flying Tiger Lines s'écrase dans l'océan Pacifique et tue ses 107 passagers et membres d'équipage.
- 1963 : les États-Unis proposent l'installation d'un téléphone rouge entre Washington et Moscou pour éviter des conflits accidentels.
- 1969 : affrontements entre forces soviétiques et chinoises à la frontière des deux pays.
- 1973 : la quatrième session des négociations soviéto-américaines SALT sur la limitation des armements s'ouvre à Vienne.
- 1975 : Kornelia Ender bat le record du monde du 100 m nage libre en 56,96 s.
- 1989 : lors des essais du Grand Prix de Formule 1 du Brésil, Philippe Streiff quitte la piste. Il sortira paralysé de cet accident.
- 1990 :
  - Mikhaïl Gorbatchev prête serment comme premier président de l'Union soviétique, pour un mandat de 5 ans.
  - Ottawa autorise les Sikhs de la GRC à porter le turban.
  - le correspondant du journal britannique The Observer Farzad Bazoft est pendu en Irak pour espionnage.
- 1991 : patinant pour la France, les Canadiens Isabelle et Paul Duchesnay deviennent champions du monde en danse.
- 1993 : sur la côte est nord-américaine, une tempête fait 238 morts dont les 33 marins d'un minéralier, au large de l'île de Sable.
- 1995 : les basketeuses de Bourges remportent la Coupe Ronchetti face à Parme.
- 1998 : en Inde, le nationaliste Atal Bihari Vajpayee forme le nouveau gouvernement.
- 1999 : démission collective de la Commission européenne. L'euro clôture à 1,0943 dollar.
- 2000 :
  - la présidente du RPR, Michèle Alliot-Marie, suspend Jean Tiberi, maire de Paris, de ses fonctions de secrétaire départemental du mouvement gaulliste à la suite du contentieux sur le fichier des adhérents.
  - une collision près du cap Sao Vicente, entre un bateau de pêche portugais et le chimiquier Cervin, entraîne le naufrage du bateau de pêche.

### XXIesiècle
- 2003 :
  - Hu Jintao succède à Jiang Zemin à la tête de la république populaire de Chine dans le cadre de l'intronisation d'une nouvelle génération de dirigeants à la tête du pays le plus peuplé de la planète.
  - l'Organisation mondiale de la santé publie des conseils d'urgence concernant les voyages en Asie, où ont été diagnostiqués plusieurs cas de syndrome respiratoire aigu sévère, décrivant cette maladie mortelle et hautement contagieuse comme une « menace de santé mondiale ».
  - François Bozizé, ancien chef d'état-major centrafricain réussit son putsch.
  - Adam Małysz porte le record du monde de saut à skis, sur le grand tremplin de Lahti, à 132 mètres (289,6 points).
- 2011 : début de la Guerre civile syrienne.
- 2013 : le Maryland devient le 18e État américain à abolir la peine de mort.
- 2016 : Htin Kyaw est élu le président de la République du Myanmar.
- 2017 : élections législatives aux Pays-Bas qui sont remportées pour la troisième fois consécutive par les libéraux du Premier ministre Mark Rutte.
- 2019 : attentats dans deux mosquées à Christchurch, en Nouvelle-Zélande, par Brenton Tarrant.
- 2020 : 
  - en Allemagne, dans le land de Bavière, les élections municipales ont lieu dans toutes les municipalités afin d'élire les représentants des municipalités et des arrondissements ainsi que les maires et les administrateurs d'arrondissement de ces entités. Les élections ont lieu dans le contexte de l'épidémie de coronavirus[1].
  - en France, le 1er tour des élections municipales a lieu afin de procéder au renouvellement des conseils municipaux des communes françaises et des conseils communautaires des intercommunalités. Ces élections se tiennent dans un contexte de crise sanitaire liée à la propagation du coronavirus (COVID-19), notamment dans les départements de l'Oise et du Haut-Rhin et en Corse, qui sont trois foyers majeurs de l'épidémie en France[2].
  - Des élections municipales ont lieu afin de renouveler les conseillers municipaux de la République dominicaine.
- 2021 : aux Pays-Bas, début des élections législatives qui se déroulent jusqu'au 17 mars[3].
- 2024 : en Russie, 1er jour de l'élection présidentielle qui se terminera le 17 mars 2024[4]. Un scrutin qui a lieu en l'absence des principaux observateurs internationaux[5].

## Arts, culture et religion

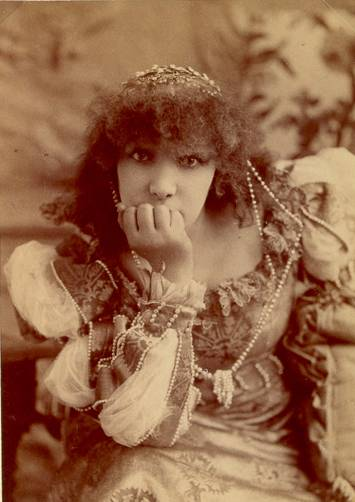
Sarah Bernhardt

- 1875 : l'archevêque de New York John McCloskey devient le premier cardinal des États-Unis.
- 1887 : Léon XIII érige le diocèse de Monaco.
- 1900 : Sarah Bernhardt triomphe dans L'Aiglon d'Edmond Rostand.
- 1901 : à Paris, rétrospective de vingt-et-une peintures de Van Gogh à la galerie Bernheim Jeune.
- 1913 : à New York, fermeture de l'exposition d'art moderne à l'Armory Show.
- 1930 : à Paris, premier numéro de Cercle et carré, avec Piet Mondrian et Michel Seuphor.
- 1939 : découverte à Tanis, par le Pr Montet, de la sépulture intacte du pharaon Sheshonq II de la XXIIe dynastie.
- 1945 : la revue Billboard publie le premier hit-parade des albums. Nat King Cole est en tête.
- 1954 :
  - parution de Bonjour tristesse, premier roman de Françoise Sagan.
  - parution de L'Homme qui plantait des arbres, de Jean Giono.
- 1972 : sortie du film Le Parrain.

## Sciences et techniques
- 1892 : Jesse W. Reno brevette le premier escalier mécanique roulant à New York.
- 1906 : lancement de la marque de la luxueuse automobile Rolls-Royce [6]
- 1982 : Fuji lance le premier appareil photographique jetable.
- 2002 : inauguration de la ligne A du métro de Rennes, cette dernière devenant la plus petite métropole du monde à se doter d'un métro.
- 2004 : des astronomes américains annoncent la découverte de Sedna, le corps céleste le plus éloigné connu du Système solaire.
- 2007 : en France, inauguration officielle de la LGV Est européenne, entre Vaires-sur-Marne et Baudrecourt.
- 2016 : 
  - un programme informatique bat les meilleurs mondiaux au jeu de go[7].
  - Diminution en Norvège des émissions en FM au profit du DAB avec un passage au tout numérique à l'horizon 2017[8].

## Économie et société
- 1901 : inauguration du champ de courses hippiques de Saint-Cloud à l'ouest de Paris.
- 1985 : enregistrement de symbolics.com, premier nom de domaine en .com.
- 1996 : annonce de la faillite de l'avionneur néerlandais Fokker.
- 1999 : Air France diffuse une vidéo contre le tourisme sexuel sur ses vols long-courriers.
- 2000 :
  - échec des puristes du chocolat. Le Parlement européen permet l'adjonction d'autres matières grasses que le beurre de cacao.
  - à Télé-Québec, le chroniqueur Daniel Pinard dénonce la vogue des blagues homophobes et nominatives.
- 2001 : 
  - un séisme de magnitude 6,1 sur l'échelle ouverte de Richter frappe l'île indonésienne de Sulawesi sans faire ni victime ni dégâts.
  - José Bové, cofondateur de la Confédération paysanne, est condamné par le tribunal correctionnel de Montpellier (Hérault) à dix mois de prison avec sursis et deux ans de mise à l'épreuve pour l'arrachage de plants de riz transgénique en juin 1999.
- 2002 : début de la commercialisation de la Renault Vel Satis[réf. nécessaire].
- 2004 : promulgation de la loi sur les signes religieux dans les écoles publiques françaises.
- 2015 : vingt-huit jours de grève à Radio France, qui supprimera finalement 270 postes[9].
- 2019 :
  - première grève mondiale de la jeunesse pour le climat, à l'initiative de Greta Thunberg, qui réunit entre 1 500 000 et 2 000 000 de personnes à travers le monde.
  - au Mozambique, un puissant cyclone de catégorie 3 frappe la ville de Beira qui serait « endommagé ou détruite » 90 %[10]. Le Zimbabwe, Madagascar et le Malawi sont aussi touchés. Le bilan serait de 242 morts[11].
  - en Nouvelle-Zélande, un attentat terroriste visant deux lieux de culte musulmans lors de la prière du vendredi tue 49 personnes et en blesse des dizaines d'autres à Christchurch.
- 2020 : le gouvernement espagnol met en quarantaine tout le pays pour tenter d'enrayer l'épidémie de maladie à coronavirus sur son territoire[12].
- 2021 : entre le Mali et le Niger, les Combat de Tessit[13] et massacre de Darey-Daye[14] font 119 morts et de nombreux blessés.

## Naissances

### XIIIesiècle
- 1275 : Marguerite d'Angleterre (1275-1333), fille du roi Édouard Ier d'Angleterre et d'Éléonore de Castille († après 1333).

### XIVesiècle
- 1400 : Guillaume Jouvenel des Ursins, chancelier de France († 23 juin 1472).

### XVesiècle
- 1455 : Pietro Accolti, cardinal italien († 12 décembre 1532).
- 1493 : Anne de Montmorency (1492-1567), connétable de France († 12 novembre 1567).

### XVIesiècle
- 1513 : Hedwige Jagellon, membre de la dynastie polonaise des Jagellon († 7 février 1573).
- 1518 : Giovanni Maria Cecchi, poète comique italien († 19 octobre 1587).
- 1541 : Louis de Berton des Balbes de Crillon, homme de guerre français († 2 décembre 1615).
- 1564 : Guillaume-Auguste de Brunswick-Harbourg, duc de Brunswick-Lunebourg-Harbourg († 30 mars 1642).
- 1581 : Pieter Corneliszoon Hooft, historien, poète et dramaturge néerlandais († 21 mai 1647).
- 1584 : Philippe de Schleswig-Holstein-Sonderbourg-Glücksbourg, duc de Schleswig-Holstein-Sonderbourg-Glücksbourg († 27 septembre 1663).
- 1591 : Alexandre de Rhodes, prêtre jésuite français, missionnaire en Cochinchine et au Tonkin et linguiste († 5 novembre 1660).

### XVIIesiècle
- 1611 : Jan Fyt, peintre flamand († 11 septembre 1661).
- 1619 : Jean Le Vacher, missionnaire lazariste et consul français († 28 juillet 1683).
- 1622 : Diego La Matina, religieux italien († brûlé vif 17 mars 1658).
- 1638 : Shunzhi, empereur de Chine de la dynastie Qing († 5 février 1661).
- 1640 : Franciscus de le Boë, médecin, anatomiste, chimiste et physiologiste allemand († 16 novembre 1672).
- 1641 : Hyeonjong, dix-huitième roi de la Corée († 17 septembre 1675).
- 1650 : Jacques Le Vayer, administrateur français de l'Ancien Régime († 30 juin 1738).
- 1660 : Olof Rudbeck le Jeune, explorateur et naturaliste suédois († 23 mars 1740).
- 1671 : Thomas Restout, peintre français († 2 mai 1754).
- 1672 : François-César Le Blanc, prélat français, évêque d'Avranches († 13 mai 1746).
- 1673 : Gabriel Taschereau de Baudry, administrateur français († 22 avril 1755).
- 1674 : Jean Barbeyrac, juriste français († 3 mars 1744).
- 1678 : Dominique-Marie Varlet, évêque catholique français († 14 mai 1742).
- 1683 :
  - Claude-Michel Bégon de la Cour, officier dans les troupes coloniales et gouverneur français († 30 avril 1748).
  - Charles Louis Bretagne de La Trémoïlle, 6e duc de Thouars et pair de France († 9 octobre 1719).
- 1687 : Jacques-François de Chambray, amiral français et commandant de l'île de Gozo († 8 avril 1756).
- 1691 : Charles Raffélis de Soissans, historien français († 7 juin 1742).
- 1695 :
  - Pierre Corgne, théologien et homme d'Église français († 9 octobre 1781).
  - François-Arnoul Poisson de Roinville, acteur français († 24 août 1753).

### XVIIIesiècle
- 1713 : Nicolas Louis de Lacaille, astronome français († 21 mars 1762).
- 1738 : Cesare Beccaria, juriste, philosophe, économiste et homme de lettres italien († 28 novembre 1794).
- 1751 :
  - Jean-Nicolas Démeunier, homme politique et essayiste français († 7 février 1814).
  - Éléonor François Élie de Moustier, lieutenant général de l'armée royale, diplomate et ambassadeur de France († 1er février 1817).
  - Étienne-François Le Tourneur, général de brigade et homme politique français († 4 octobre 1817).
- 1760 : Jean-Baptiste-Christophe Grainville, poète français († 13 décembre 1805).
- 1767 : Andrew Jackson, homme d'État américain, 7e président des États-Unis d'Amérique, de 1829 à 1837(† 8 juin 1845).
- 1768 : Louis Alméras, général de division français († 7 janvier 1828).
- 1773 : Jean-Baptiste Solignac, général de division français († 11 novembre 1850).
- 1774 : Antoine Gruyer, général français († 27 août 1822).
- 1776 : Aimé Picquet du Boisguy, général chouan († 25 octobre 1839).
- 1778 : Pauline Fourès, maîtresse de Napoléon Bonaparte puis de Kléber († 18 mars 1869).
- 1792 : Virginie Ancelot, écrivaine, dramaturge, mémorialiste et peintre française († 20 mars 1875).
- 1800 :
  - Louis Marchand (Levi Salomon Hamburger dit), homme d’affaires et homme politique canadien († 1er juillet 1881).
  - Adolphe Roger, peintre classique français († 22 février 1880).

### XIXesiècle
- 1814 : Juste-Frédéric Riffault, militaire, financier et homme politique français († 31 mai 1885).
- 1826 : Adolphe Joseph Carcassonne, auteur dramatique et militant républicain français († 8 octobre 1894).
- 1827 : Octave Lacroix, journaliste, dramaturge et poète français († 8 juillet 1901).
- 1829 : Pierre-Hector Coullié, cardinal français, archevêque de Lyon († 11 septembre 1912).
- 1830 :
  - Paul Johann Ludwig von Heyse, écrivain allemand, prix Nobel de littérature 1910 († 2 avril 1914).
  - Élisée Reclus, géographe, militant et penseur de l’anarchisme français († 4 juillet 1905).
- 1831 :
  - saint Daniel Comboni, évêque de Khartoum, canonisé en 2003 par Jean-Paul II († 10 octobre 1881).
  - Henri Sauvaire, épigraphe, numismate et photographe orientaliste français († 4 avril 1896).
- 1835 : Eduard Strauss, compositeur et chef d'orchestre autrichien († 28 décembre 1916).
- 1837 : Esprit Jouffret, militaire et mathématicien français († 6 novembre 1904).
- 1841 : bienheureux Pietro Bonilli, prêtre italien béatifié en 1988 par Jean-Paul II († 5 janvier 1935).
- 1854 : Emil Adolf von Behring, médecin allemand, prix Nobel de médecine en 1901 († 31 mars 1917).
- 1856 : Robert Smeaton White, journaliste et homme politique fédéral du Québec et de l'Ontario († 5 décembre 1944).
- 1857 : Josef Arpád Koppay, peintre austro-hongrois († 2 septembre 1927).
- 1858 : Liberty Hyde Bailey, botaniste américain († 15 décembre 1954).
- 1860 : Moïse de Camondo, banquier et collectionneur français, fondateur du Musée Nissim-de-Camondo († 14 novembre 1935).
- 1868 : Linda Gustava Heymann, journaliste et enseignante allemande († 31 juillet 1943).
- 1869 : Antonio Fuentes, matador espagnol († 9 mai 1938).
- 1871 : André des Gachons, artiste-peintre et imagier français († 13 juillet 1951).
- 1874 :
  - Eugène Fiset, médecin, militaire et homme politique canadien († 8 juin 1951).
  - Jules Marmier, compositeur, violoncelliste, organiste et chef de chœur allemand († 28 juillet 1975).
  - Frédéric Vergauwen, homme politique belge († 9 décembre 1919).
- 1875 : Henri Ghéon, médecin et écrivain français († 13 juin 1944).
- 1878 : 
  - Sammy Carter, joueur de cricket australien († 8 juin 1948).
  - Reza Chah, Shah d'Iran († 26 juillet 1944).
- 1882 : Jim Lightbody, athlète de demi-fond et de steeple américain († 2 mars 1953).
- 1885 : Lazare Brault, coureur cycliste français († 8 août 1977)
- 1886 : Gerda Wegener, portraitice et illustratise franco-denoise (+ 28 juillet 1940).
- 1891 : Étienne Cournault, peintre français († 1948).
- 1892 : Charles Nungesser, aviateur français († 8 mai 1927).
- 1893 : Jules Moch, homme politique français († 1er août 1985).
- 1894 : Vilmos Aba-Novák, peintre hongrois († 29 septembre 1941).
- 1897 :
  - Gérard Isbecque, footballeur international français († 3 août 1970).
  - Kikou Yamata, femme de lettres française de père japonais († 12 mars 1975).
  - Jackson Scholz, athlète spécialiste du sprint et écrivain américain, double champion olympique († 26 octobre 1986).
- 1899 : George Brent, acteur américain († 26 mai 1979).

### XXesiècle
- 1902 : 
  - Carla Porta Musa, essayiste et poétesse italienne, supercentenaire († 10 octobre 2012).
  - Henri Saint Cyr, cavalier suédois, quadruple champion olympique († 27 juillet 1979).
- 1903 : Robert Kühner, mycologue français († 27 février 1996).
- 1907 : Jimmy McPartland, trompettiste américain († 13 mars 1991).
- 1911 :
  - Jean Barassin, prêtre spiritain, syndicaliste chrétien et historien local français († 9 décembre 2001).
  - Jean Gouailhardou, résistant français mort pour la France († 13 juin 1944).
  - Wilhelm Mohnke, SS-Brigadeführer († 6 août 2001).
  - Charlton Ogburn, écrivain, journaliste et critique littéraire américain († 19 octobre 1998).
- 1912 :
  - Lauro Amadò, footballeur suisse († 6 juin 1971).
  - Lightnin' Hopkins, chanteur et guitariste de blues américain († 30 janvier 1982).
  - Jean-Pierre Kérien, acteur français († 9 avril 1984).
- 1913 :
  - Macdonald Carey, acteur américain († 21 mars 1994).
  - Raymond Eddé, homme politique libanais († 10 mai 2000).
- 1914 :
  - Aniello Dellacroce, gangster italo-américain, Sottocapo de la famille Gambino de 1957 à 1985 († 2 décembre 1985).
  - André Revuz, mathématicien français († 27 octobre 2008).
- 1916 : Harry James, trompettiste et chef d’orchestre de jazz américain († 5 juillet 1983).
- 1918 :
  - Punch Imlach, entraîneur et gestionnaire canadien de hockey sur glace († 1er décembre 1987).
  - William McIntyre, juge de la Cour suprême du Canada († 14 juin 2009).
- 1919 : 
  - Hadjibaba Huseynov, chanteur azéri († 24 octobre 1993).
  - Lawrence Tierney, acteur américain († 26 février 2002).
- 1920 :
  - Jacques Doniol-Valcroze, réalisateur, acteur et scénariste français († 6 octobre 1989).
  - Lawrence Sanders, romancier et nouvelliste américain († 7 février 1998).
  - Francine de Selve, écrivain française († 20 décembre 2002).
  - Edward Donnall Thomas, médecin américain, prix Nobel de physiologie ou médecine en 1990 († 20 octobre 2012).
- 1921 :
  - Pepe Dominguín, matador espagnol († 6 juillet 2003).
  - Stafford Smythe, gestionnaire de hockey sur glace canadien († 13 octobre 1971).
- 1922 : 
  - Karl-Otto Apel, philosophe allemand († 15 mai 2017).
  - Dominique Piéchaud, sculpteur et graveur médailleur français († 29 septembre 2011).
- 1923 :
  - Jean Bollack, philosophe, philologue et critique français († 4 décembre 2012).
  - Joseph Madec, évêque catholique français, évêque émérite de Fréjus-Toulon († 5 février 2013).
  - Évelyne Pinard, athlète française spécialiste du javelot († 4 septembre 2014).
  - Marcel Rudloff, homme politique alsacien († 23 mars 1996).
- 1925 :
  - Bernard Belleau, biochimiste québécois († 4 septembre 1989).
  - Jean Hébert, pilote et copilote de rallye († 16 mai 2010).
- 1926 : Norm Van Brocklin, joueur américain de football américain († 2 mai 1983).
- 1927 :
  - Jean Gras, acteur français († 31 janvier 1998).
  - Christian Marquand, acteur et réalisateur français († 22 novembre 2000).
  - Aaron Rosand, violoniste américain († 9 juillet 2019).
  - Carl Smith, chanteur et guitariste country américain († 16 janvier 2010).
- 1928 : Marcel Van, rédemptoriste vietnamien († 10 juillet 1959).
- 1929 : Cecil Taylor, pianiste de jazz américain († 5 avril 2018).
- 1930 : Yves Delacour, rameur français († 14 mars 2014).
- 1932 : 
  - Alan Bean, astronaute américain († 26 mai 2018).
  - Ahmet Bilek, lutteur turc († 5 octobre 1971).
- 1933 :
  - Philippe de Broca, cinéaste français († 26 novembre 2004).
  - Ruth Bader Ginsburg, née Joan Ruth Bader, avocate, juriste, universitaire et juge américaine de la Cour suprême fédérale des États-Unis d'Amérique de 1993 à 2020, deuxième femme à y être nommée († 18 septembre 2020).
  - Annette Muller, rescapée de la rafle du Vélodrome d'Hiver († 9 août 2021).
- 1934 : Bernard Roy, chercheur français, professeur émérite de mathématiques appliquées aux sciences de gestion à l'université Paris-Dauphine († 28 octobre 2017).
- 1935 :
  - Judd Hirsch, acteur américain.
  - Jimmy Swaggart, télévangéliste américain.
- 1936 : Howard Greenfield, parolier américain († 4 mars 1986).
- 1937 : 
  - Niele Toroni, artiste contemporain suisse.
  - Valentin Raspoutine, écrivain russe († 14 mars 2015).
- 1938 :
  - Charles Lloyd, musicien américain de jazz.
  - Claude Michaud, acteur québécois († 21 février 2016).
- 1939 : Serge Grenier, humoriste québécois, fondateur des Cyniques († 6 avril 2012).
- 1940 : 
  - Phil Lesh, bassiste américain du groupe Grateful Dead. († 25 octobre 2024).
  - Jack Whyte, romancier britannique et canadien († 21 février 2021).
  - Vladas Česiūnas, céiste lituanien, champion olympique.
- 1941 : Mike Love, chanteur du groupe The Beach Boys.
- 1942 : André Mélançon, acteur, réalisateur et scénariste français († 23 août 2016).
- 1943 :
  - David Cronenberg, réalisateur et scénariste canadien.
  - Jean-Pierre Dintilhac, magistrat français († 6 mars 2014).
  - Michel Piron, homme politique français.
  - Sly Stone, chanteur et instrumentiste américain du groupe Sly and the Family Stone.
- 1944 :
  - Chi Cheng, athlète taïwanaise spécialiste du 80 m haies.
  - Ivan Ćurković, footballeur serbe ex-yougoslave.
  - Jacques Doillon, réalisateur et scénariste français, père de l'actrice, chanteuse et plus jeune fille de Jane Birkin Lou Doillon.
  - Gérard Farison, footballeur international français.
  - Francis Mankiewicz, réalisateur et scénariste québécois († 14 août 1993).
  - Catherine Katuni Tedam, enseignante et politicienne ghanéenne.
- 1946 :
  - Bobby Bonds, joueur de baseball américain († 23 août 2003).
  - Rachel Cathoud, comédienne suisse († 27 février 2021).
  - Jean-Claude Colliard, membre du conseil constitutionnel († 26 mars 2014).
  - Diane Juster, chanteuse québécoise autrice-compositrice-interprète.
  - Howard E. Scott (en), guitariste américain du groupe War.
- 1947 :
  - Ry Cooder, musicien et producteur américain.
  - Jean-Claude Nallet, athlète français spécialiste du 400 mètres et 400 mètres haies, Gloire du sport promotion 2010.
- 1948 :
  - Jean-Pierre Martin, écrivain, essayiste, professeur de littérature contemporaine.
  - Serge Mesonès, footballeur français († 1er novembre 2001).
  - Sérgio Vieira de Mello, diplomate international († 19 août 2003).
  - Levan Tediashvili, lutteur géorgien, double champion olympique.
- 1949 : John Duttine, acteur britannique.
- 1950 :
  - Alex Barbier, auteur de bande-dessinée et peintre français († 29 janvier 2019).
  - Jean-Pierre Gaudreau, poète québécois.
  - Kurt Koch, cardinal suisse de l'Église catholique romaine.
- 1951 :
  - Arturo Bergamasco, joueur de rugby à XV italien.
  - Michel Bez, peintre officiel de la Marine.
- 1952 :
  - Tatyana Goyshchik, athlète soviétique, spécialiste du 400 m.
  - Dominique Orliac, femme politique française.
  - Tatyana Prorochenko, athlète ukrainienne qui concourait pour l'URSS, spécialiste du relais 4 × 400 m.
- 1953 : Christian Lopez, footballeur français.
- 1954 : François-Éric Gendron, acteur français.
- 1955 : Stéphane Clavier, réalisateur français.
- 1957 : Joaquim de Almeida, acteur portugais.
- 1958 :
  - Marc Béland, acteur québécois.
  - Jacques Bourgeois, homme politique suisse.
  - Giuseppe di Capua, rameur italien.
- 1959 :
  - Harold Baines, joueur américain de baseball.
  - William Dunker, chanteur belge. († 15 juin 2023).
  - Lisa Langlois, actrice canadienne.
  - Ben Okri, poète et romancier nigérian.
- 1961 :
  - Fabio Biondi, violoniste et chef d'orchestre italien.
  - Terry Cummings, basketteur américain.
  - Craig Ludwig, joueur de hockey sur glace américain.
- 1962 : Terence Trent D'Arby, chanteur américain.
- 1963 : Bret Michaels, chanteur américain du groupe de glam metal Poison.
- 1964 : Philippe Gardent, joueur français de handball.
- 1965 : Pascal Tayot, judoka français.
- 1967 : Naoko Takeuchi, mangaka japonaise.
- 1968 : Sabrina Salerno, chanteuse italienne.
- 1969 :
  - Rona Ambrose, femme politique canadienne.
  - Sylvain Curinier, kayakiste français, médaillé d'argent olympique en 1992.
  - Kim Raver, actrice américaine.
  - Peter White, joueur canadien professionnel de hockey sur glace.
- 1970 :
  - Min Hye-sook, handballeuse internationale sud-coréenne, championne olympique.
  - Diego Nargiso, joueur italien de tennis.
- 1971 : Constanţa Burcică, rameuse roumaine.
- 1972 :
  - Filip Dewulf, joueur belge de tennis.
  - Mark Hoppus, chanteur et bassiste américain.
  - Christopher Williams, athlète jamaïcain spécialiste du sprint.
  - Barbara Schulz, actrice française.
  - Ben Hunt-Davis, rameur d'aviron britannique, champion olympique.
- 1973 : 
  - Yann Lambiel, humoriste et imitateur suisse-romand.
  - Frédéric Penelle, graveur et artiste belge († 24 mars 2020).
- 1974 :
  - Percy Montgomery, rugbyman sud-africain.
  - Carlos Eduardo Ventura, footballeur brésilien.
  - Dmitri Sautin, plongeur russe, double champion olympique.
- 1975 :
  - Eva Longoria, actrice américaine d’origine mexicaine.
  - Darcy Tucker, joueur canadien professionnel de hockey sur glace.
  - Will.i.am (William James Adams Jr dit), auteur-compositeur et rappeur américain.
- 1976 : Laurent Gras, joueur de hockey sur glace professionnel français.
- 1977 : 
  - Joe Hahn, DJ du groupe Linkin Park.
  - Youn Hye-young, archère sud-coréenne, championne olympique.
- 1978 :
  - Song Aimin, athlète chinoise, spécialiste du lancer du disque.
  - Brahim Hemdani, footballeur international algérien.
- 1979 :
  - A’salfo (Salif Traoré dit), chanteur ivoirien.
  - Charles Dionne, coureur cycliste canadien.
  - Juan Manuel Molina, marcheur espagnol.
  - Kevin Youkilis, joueur de baseball américain.
  - Lin Weining, haltérophile chinoise, championne olympique.
- 1980 : Josefin Lillhage, nageuse suédoise.
- 1981 :
  - Gaby Ahrens, tireuse sportive namibienne.
  - Young Buck, rappeur américain.
  - Abdelhalim Guidouh, footballeur algérien.
  - Brice Guyart, fleurettiste français, double champion olympique.
  - Viktoria Karpenko, gymnaste artistique ukrainienne et bulgare.
  - Jens Salumäe, sauteur estonien à ski et coureur du combiné nordique.
  - Brigitte Yagüe, taekwondoïste espagnole.
- 1982 : Johann Fauveau, kickboxer français et boxeur de Muay-thaï.
- 1983 :
  - Florencia Bertotti, chanteuse et actrice argentine.
  - Sean Biggerstaff, acteur écossais.
  - Jean-Jacques Gosso, footballeur ivoirien.
  - Slađana Topić, handballeuse bosnienne.
- 1984 :
  - Anicet Adjamossi, footballeur béninois.
  - Olivier Jean, patineur de vitesse sur piste courte.
- 1985 :
  - Cyril Féraud, animateur de télévision français.
  - Jon Jay, joueur de baseball américain.
  - Kellan Lutz, acteur américain.
  - Mahiedine Mekhissi-Benabbad, athlète français, spécialiste du 3 000 mètres steeple.
- 1986 :
  - Vimala Pons, actrice française.
  - Mathias Trygg, joueur norvégien professionnel de hockey sur glace.
- 1989 :
  - Adrien Sebastian Perruchet Silva, footballeur portugais.
  - Jonathan Roy, chanteur canadien.
  - Caitlin Wachs, actrice américaine.
- 1991 :
  - Xavier Henry, joueur américain de basket-ball.
  - Lalya Sidibé, joueuse française de basket-ball.
- 1992 :
  - Sosie Bacon, actrice américaine.
  - Thea Garrett, chanteuse maltaise.
  - Stéphane Sieczkowski-Samier, homme politique Divers droite français, plus jeune maire de France.
- 1993 :
  - Michael Fulmer, joueur de baseball américain.
  - Paul Pogba, footballeur international français d'origine guinéenne.
- 1995 : Jabari Parker, basketteur américain.

## Décès

### Iersiècleav. J.-C.
- -44 : Jules César, général, homme politique et écrivain romain (° v. 12 / 13 juillet 102 av. J.-C. / 100 av. J.-C.).

### IIIesiècle
- 220 : Cao Cao, Premier ministre chinois (° 155).

### Vesiècle
- 493 : Odoacre, roi barbare d'Italie (° v. 435).

### XIIesiècle
- 1190 : Isabelle de Hainaut, reine de France, première épouse de Philippe-Auguste (° 23 avril 1170).

### XIIIesiècle
- 1272 : Hōjō Tokisuke, troisième minamikata rokuhara Tandai (° 21 juin 1248).

### XIVesiècle
- 1311 : Gautier V de Brienne, comte de Brienne et duc d'Athènes (° v. 1270).
- 1367 : Jean Ier Le Meingre dit Boucicaut, maréchal de France (° v. 1310).

### XVesiècle
- 1416 : Jean Ier de Berry, duc d'Auvergne (° 30 novembre 1340).

### XVIesiècle
- 1550 : Jean-Baptiste Cibo, évêque de Marseille (° vers 1550).
- 1556 : Ibrahim Pacha, grand vizir du sultan ottoman Soliman le Magnifique (° vers 1493).
- 1576 : Jacques Gohory, avocat, médecin et alchimiste français de la Renaissance (° 20 mars 1520).
- 1583 : bienheureux William Hart, martyr chrétien (° 1558).

### XVIIesiècle
- 1644 : Louise-Juliana d'Orange-Nassau, issue de la famille d'Orange-Nassau (° 31 mars 1576).
- 1654 : Jean Guiton, homme politique, armateur et militaire français (° 2 juillet 1585).
- 1665 : Christian-Louis de Brunswick-Lunebourg, duc de Brunswick-Lunebourg (° 25 février 1622).
- 1685 : Gabriel de Guilleragues, diplomate et écrivain (° 18 novembre 1628).

### XVIIIesiècle
- 1701 : Jean Regnault de Segrais, écrivain français (° 22 août 1624).
- 1711 : Eusebio Francesco Chini, prêtre jésuite, missionnaire et explorateur italien (° 10 août 1645).
- 1720 : Luigi Priuli, cardinal italien (° 15 septembre 1650).
- 1727 : Jacques de Goyon de Matignon, homme d'Église français (° 16 mars 1643).

### XIXesiècle
- 1817 : Jean Népomucène Hermann Nast, fabricant de porcelaine autrichien naturalisé français (° 1754).
- 1820 : Clément-Marie Hofbauer, prêtre rédemptoriste, canonisé en 1909 (° 1751).
- 1827 : Jean-Charles Laveaux, grammairien et lexicographe français (° 17 novembre 1749).
- 1842 : Luigi Cherubini, compositeur italien installé en France à partir de 1787 (° 14 septembre 1760).
- 1845 : Théodore-Bara Proust, homme politique français (° 7 octobre 1794).
- 1848 : Jean-Baptiste Demay, ébéniste et menuisier en sièges français (° 6 novembre 1758).
- 1849 : Giuseppe Mezzofanti, linguiste et cardinal italien (° 17 septembre 1774).
- 1859 : Adelaide Tosi, soprano italienne (° 20 mai 1800).
- 1868 : François-Édouard Picot, peintre français de style néoclassique (° 17 octobre 1786).
- 1875 : Auguste Warnier, médecin et homme politique français (° 8 janvier 1810).
- 1886 :
  - Georges Dampt, homme de lettres français (° 1858).
  - Jean Firmin Darnaud, homme politique français (° 12 mars 1796).
  - Michael Hahn, homme politique américain (° 24 novembre 1830).
  - William Irwin, homme politique américain (° 12 juillet 1827).
  - Henry Pelham, homme politique britannique (° 25 août 1804).
  - Edward Tuckerman, botaniste américain (° 7 décembre 1817).
  - James Iredell Waddell, militaire américain (° 3 juillet 1824).
- 1888 : Henri Blaze de Bury, écrivain, poète, dramaturge, critique littéraire, artistique et musical et compositeur français (° 17 mai 1813).
- 1891 : Joseph Bazalgette, ingénieur français (° 28 mars 1819).
- 1894 : Amédée Pauwels dit Rabardy, anarchiste belge (° 29 janvier 1864).
- 1896 : Anatolie Popa, militaire soviétique († 25 juin 1920).
- 1898 : Henry Bessemer, ingénieur métallurgiste britannique (° 19 janvier 1813).

### XXesiècle
- 1901 : Nicolas Pavlovitch Bogolepov, juriste et homme politique russe (° 7 décembre 1846).
- 1913 : Rudolph van Pallandt, tireur sportif et homme politique néerlandais (° 28 novembre 1868).
- 1918 : Lili Boulanger, compositrice française (° 21 août 1893).
- 1920 : Jacques Doniol-Valcroze, réalisateur, acteur et scénariste (° 15 mars 1920.
- 1922 : Abdon Baptista, sénateur brésilien (° 30 juillet 1851).
- 1928 : Benjamin Bénéteau, constructeur nautique, fondateur des chantiers navals Bénéteau (° 30 novembre 1859).
- 1931 : Charlotte Dubray, artiste statuaire (° 25 avril 1854).
- 1937 : 
  - H. P. Lovecraft (Howard Phillips Lovecraft dit), écrivain américain (° 20 août 1890).
  - Scipione Riva-Rocci, médecin italien inventeur du premier sphygmomanomètre (° 7 août 1863).
- 1938 : Nikolaï Boukharine, intellectuel, révolutionnaire bolchévique et homme politique soviétique (° 9 octobre 1888).
- 1941 : Alexi von Jawlensky, peintre expressionniste russe (° 13 mars 1864).
- 1942 : Alexander von Zemlinsky, compositeur autrichien (° 14 octobre 1871).
- 1943 : Gregoria de Jesús, femme politique philippine indépendantiste, vice-présidente (° 9 mai 1875).
- 1944 : Josef Bělka, footballeur tchécoslovaque (° 20 février 1886).
- 1945 :
  - Maurice Aguillon, homme politique français, porté disparu et déclaré mort le 15 mars 1945 (° 17 mai 1897).
  - Auguste Chantraine, fondateur de la Fédération paysanne en 1933, résistant (° 20 février 1896).
  - Pierre Drieu la Rochelle, écrivain français (° 3 janvier 1893).
  - Fernand Dumont, écrivain surréaliste belge (° 28 décembre 1906) .
- 1951 : bienheureux Artemide Zatti, religieux catholique italien béatifié en 2002 par Jean-Paul II (° 12 octobre 1880).
- 1955 : Ernest Seillière, écrivain et académicien français (° 1er janvier 1866).
- 1959 : 
  - Rose Adler, relieuse et une ébéniste française (° 23 septembre 1890).
  - Lester Young, saxophoniste, clarinettiste et compositeur, américain de jazz (° 27 août 1909).
- 1962 :
  - Arthur Compton, physicien américain, prix Nobel de physique 1927 (° 10 septembre 1892).
  - Mouloud Feraoun, écrivain algérien d'expression française (° 8 mars 1913).
- 1969 : Gisèle d'Assailly, femme de lettres et journaliste (° 1er avril 1904).
- 1971 : Jean-Pierre Monseré, coureur cycliste professionnel belge (° 8 septembre 1948)
- 1972 : André Grassi, compositeur, chef d'orchestre, arrangeur musical et parolier français (° 19 mars 1911).
- 1975 : Aristote Onassis, armateur grec (° 15 janvier 1906).
- 1977 : Hubert Aquin, écrivain et intellectuel québécois (° 24 octobre 1929).
- 1978 : Marguerite Radideau, athlète française spécialiste du sprint (° 2 mars 1907).
- 1979 : Germaine Aussey, actrice française (° 18 décembre 1909).
- 1980 : Émile Pladner, boxeur français (° 2 septembre 1906).
- 1981 : René Clair, cinéaste, écrivain et académicien français (° 11 novembre 1898).
- 1982 : Guy Berry, chanteur et acteur (° 1er février 1907.
- 1983 : Rebecca West, écrivain britannique (° 21 décembre 1892).
- 1987 : Douglas Charles Abbott, homme politique et magistrat québécois (° 29 mai 1899).
- 1988 : Élie Mélia, résistant, recteur à Paris de la paroisse orthodoxe géorgienne Sainte-Nino et professeur à l'Institut de théologie Saint-Serge, auteur, œcuméniste et figure de la communauté géorgienne en France (° 20 février 1915).
- 1991 :
  - Robert Busnel, joueur et entraîneur de basket-ball français (° 14 septembre 1914).
  - Lawrence "Bud" Freeman, saxophoniste et compositeur de jazz américain (° 13 avril 1906).
- 1992 : Martin Serre, joueur français de rugby à XIII (° 19 décembre 1909).
- 1993 : Karl Mai, footballeur international allemand (° 27 juillet 1928).
- 1996 :
  - Wolfgang Koeppen, écrivain allemand (° 23 juin 1906).
  - Francis Joseph Murray, mathématicien américain (° 3 février 1911).
  - Olga Rudge, violoniste américaine, compagne d’Ezra Pound (° 13 avril 1895).
- 1997 :
  - Gail Davis (en), actrice américaine (° 5 octobre 1925).
  - Victor Vasarely (Vásárhelyi Győző dit), plasticien français d'origine hongroise (° 9 avril 1906).
- 1998 :
  - Jackie Lee Cochran, chanteur, musicien et compositeur américain (° 5 février 1934).
  - G. Yves Landry, homme d’affaires québécois (° 1938).
  - Tim Maia, chanteur, musicien et compositeur brésilien (° 28 septembre 1942).
  - Maud Mannoni, psychanalyste et essayiste franco-belge (° 22 octobre 1923).
  - Dušan Pašek, hockeyeur sur glace et ensuite dirigeant sportif tchécoslovaque puis slovaque (° 7 septembre 1960).
  - Alcira de la Peña, féministe et communiste argentine (° 8 novembre 1910).
  - Benjamin Spock, athlète et pédiatre américain (° 2 mai 1903).
  - Gennady Yevriuzhikin, footballeur soviétique puis russe (° 4 février 1944).
- 1999 :
  - Harry Callahan, photographe américain (° 22 octobre 1912).
  - Guy d'Artois, officier de l’armée canadienne et agent du Special Operations Executive pendant la Seconde Guerre mondiale (° 9 avril 1917).
- 2000 : Jaime García Añoveros, professeur, juriste et homme politique espagnol (° 24 janvier 1932).

### XXIesiècle
- 2001 : 
  - Daniel Sénélar, peintre français (° 24 juin 1925).
  - Ann Sothern, actrice américaine (° 22 janvier 1909).
- 2002 : 
  - Rand Holmes, dessinateur humoristique canadien (° 22 février 1942).
  - Edouard Zelenine, peintre russe (° 8 août 1938).
- 2003 : 
  - Yevgeny Belyaev, skieur de fond soviétique puis russe (° 20 mars 1954).
  - Thora Hird, actrice, comédienne et présentatrice de télévision britannique (° 28 mai 1911).
- 2004 :
  - René Laloux, réalisateur de films d'animation, dessinateur, peintre et sculpteur français (° 13 juillet 1929).
  - Philippe Lemaire, acteur français (° 14 mars 1927).
  - William Hayward Pickering, ingénieur et physicien néo-zélandais puis américain (° 24 décembre 1910).
  - John Pople, chimiste britannique, prix Nobel de chimie 1998 (° 31 octobre 1925).
- 2005 :
  - Audrey Callaghan, née Elizabeth Moulton, épouse du Premier ministre britannique de 1976 à 1979, James Callaghan (° 28 juillet 1915).
  - Loe de Jong, historien néerlandais (° 24 avril 1914).
  - Otar Korkiya, basketteur soviétique puis géorgien (° 10 mai 1923).
  - Bill McGarry, footballeur puis entraîneur anglais (° 10 juin 1927).
  - Shoji Nishio, aikidoka, judoka et karatéka japonais (° 5 décembre 1927).
  - Bert Pronk, cycliste néerlandais (° 24 octobre 1950).
  - Judith Scott, artiste américaine (° 1er mai 1943).
  - Armand Seghers, footballeur belge (° 21 juin 1926).
- 2006 :
  - René Lasserre, chef cuisiner français (° 12 novembre 1912).
  - Jacques Legras, comédien français (° 16 octobre 1924).
  - George Mackey, mathématicien américain (° 1er février 1916).
  - Geórgios Rállis, premier ministre grec de 1980 à 1981 (° 26 décembre 1918).
  - Red Storey, footballeur canadien et arbitre de la Ligue nationale de hockey (° 5 mai 1917).
  - Ali Tadjvidi, violoniste, compositeur et musicien iranien (° 7 novembre 1919).
- 2007 :
  - Sally Clark, avocate britannique (° 1964).
  - Charles Harrelson, tueur à gages américain (° 23 juillet 1938).
  - Bowie Kuhn, commissaire de baseball américain (° 28 octobre 1926).
  - Ion Nicodim, plasticien et peintre roumain (° 26 mars 1932).
  - Stuart Rosenberg, réalisateur américain (° 11 août 1927).
  - Herman Stein, compositeur américain (° 19 août 1915).
  - Jean Talairach, neurochirurgien et psychiatre français (° 15 janvier 1911).
  - Dirk Wayenberg, cycliste sur route puis directeur sportif belge (° 14 septembre 1955).
- 2008 : 
  - Mikey Dread, chanteur et producteur de musique jamaïcain (° 4 juin 1954).
  - Ken Reardon, joueur de hockey sur glace canadien, ancien joueur des Canadiens de Montréal (° 1er avril 1921).
  - Sarla Thakral, aviatrice indienne (° 1914).
- 2009 : Ron Silver, acteur américain (° 2 juillet 1946).
- 2010 : Jacqueline Chevé, femme politique française (° 21 août 1961).
- 2011 :
  - Nate Dogg, rappeur américain (° 19 août 1969).
  - Michel Fortin, acteur français (° 9 juillet 1937).
  - Michel Gourdon, illustrateur français (° 20 novembre 1925).
  - Michael W. Hansen, chanteur et humoriste dano-allemand (° 21 octobre 1946).
  - Yakov Kreizberg, chef d'orchestre russe (° 24 octobre 1959).
- 2012 : Jean-Marie Souriau, mathématicien français (° 3 juin 1922).
- 2015 : Akash Bashir, chrétien pakistanais, « serviteur de Dieu » (° 22 juin 1994).
- 2016 : Guy-Pierre Cabanel, homme politique français (° 7 avril 1927.
- 2018 : Mohamed Sayah, homme politique tunisien (° 31 décembre 1933).
- 2020 : Suzy Delair, actrice et chanteuse française (° 31 décembre 1917).
- 2021 : 
  - Michel Alberganti, journaliste scientifique français (° 25 mai 1955).
  - Masahiro Anzai, seiyū japonais (° 26 novembre 1954).
  - Daniel Eon, footballeur français (° 20 décembre 1939).
  - Yaphet Kotto, acteur américain (° 15 novembre 1939).
  - Yasuo Ōtsuka, animateur et réalisateur japonais (° 11 juillet 1931).
  - Michel Rabreau, homme politique français (° 6 septembre 1937).
  - Henri Rancoule, joueur de rugby à XV français (° 6 février 1933).
  - Daniel Vachez, homme politique français (° 3 octobre 1946).
- 2022 :
  - Lauro Cavazos, homme politique américain (° 4 janvier 1927).
  - Jean-Pierre Corteggiani, égyptologue français (° 2 décembre 1942).
  - Nina Novak, primabalerna, chorégraphe, directrice de ballet et professeure de danse polonaise.
- 2023 :
  - Daniel Bourgue, corniste français (° 12 janvier 1937).
  - Pierluigi Concutelli, militant néo-fasciste italien (° 3 juin 1944).
  - Marie-Odile Goulet-Cazé, helléniste français (° 21 mars 1950).
  - Roman Lentner, footballeur international puis entraîneur polonais (° 15 décembre 1937).
  - Dimítris Papaïoánnou, footballeur puis entraîneur grec (° 23 août 1942).
  - Antje Vollmer, femme politique allemande (° 31 mai 1943).
- 2024 :
  - Joe Camp, réalisateur et scénariste américain (° 20 avril 1939).
  - Paul Josef Cordes, cardinal allemand (° 5 septembre 1934).
  - Tomasz Łubieński, journaliste, écrivain, auteur dramatique, essayiste, polonais (° 18 avril 1938).
  - Alexandre Schirwindt, acteur et metteur en scène soviétique puis russe (° 19 juillet 1934).

## Célébrations

### Internationales
- Journée internationale de lutte contre l'islamophobie[15].
- Journée internationale contre la brutalité policière.
- Journée internationale des droits des consommateurs[16] depuis 1983.

### Nationales
- Biélorussie : Дзень Канстытуцыі / dzień Kanstytucyji en translittération francophone / jour de la Constitution en français, commémorant celle adoptée en 1994.
- Hongrie : nemzeti ünnep ou fête nationale célébrant la révolution de 1848 dans un contexte plus général de printemps des peuples.
- Japon : hōnen matsuri, 豊年祭 ou fête des moissons et de la fertilité.
- Ethnie des Nus toujours en Asie (Chine) : fête des fleurs.

### Religieuses
- Fêtes religieuses romaines : ides de mars dédiées au dieu Mars (l'Arès grec etc.), peut-être d'origine étrusco-sabine signifiant divisions et initialement liées aux pleines lunes mensuelles des plus anciens calendriers romains antiques (pas seulement en martius).
- Journée mondiale pour la culture musulmane (World Day of Muslim Culture, Peace, Dialogue and Film).[réf. nécessaire]
- Bahaïsme : quatorzième jour du mois de l'élévation / ‘alá’' consacré au jeûne, dans le calendrier badí‘.

### Saints des Églises chrétiennes

#### Saints catholiques et orthodoxes du jour
Saints catholiques et orthodoxes du jour :
- Aristobule († Ier siècle), un des soixante-dix disciples de Jésus-Christ, frère de saint Barnabé.
- Bodian († VIe siècle), ermite en Bretagne.
- Eusèbe II de Verceil († 520), 12e évêque de Verceil.
- Isice de Vienne († 490), 19e évêque de Vienne.
- Longin le Centurion († Ier siècle), soldat romain qui aurait percé le côté du Christ sur la croix.
- Lucrèce de Cordoue († 859), née de famille musulmane, convertie au christianisme, martyre à Cordoue.
- Magorien († Ve siècle), évangélisateur, frère de saint Vigile de Trente.
- Ménigne († IVe siècle), teinturier sur les bords de la mer Noire, martyr.
- Nicandre d'Égypte († 302), martyr, écorché vif en Égypte sous Dioclétien.
- Spécieux († 555), moine du Mont-Cassin, mort à Capoue.
- Tranquille († 540), abbé de l'abbaye Saint-Bénigne de Dijon.
- Valère de Ravenne († 812), évêque de Ravenne.
- Zacharie († 752), 91e pape de 741 à 752, traducteur en grec des Dialogues de Grégoire Ier (commémoré l'un des jours précédents quant à ce dernier).

#### Saints et bienheureux catholiques du jour
Saints et bienheureux catholiques du jour :
- Antoine de Milan, François de Fermo et Monald d'Ancône († 1286), bienheureux franciscain italien mort martyr.
- Artemide Zatti († 1951), religieux salésien italien.
- Clément-Marie Hofbauer († 1820), prêtre rédemptoriste autrichien.
- Jean-Adalbert Balicki († 1948), bienheureux prêtre polonais.
- Louise de Marillac († 1660), Veuve française devenue religieuse fondatrice d'une congrégation religieuse.
- Malcodia d'Asti († 1090), bienheureuse moniale italienne.
- Sisebut de Cardeña (es) († 1082), abbé bénédictin du monastère de San Pedro de Cardeña.
- William Hart († 1583), bienheureux prêtre anglais martyr à York.

#### Saints orthodoxes du jour (aux dates parfois"juliennes"/ orientales)
Saints orthodoxes du jour, outre les saints œcuméniques voire pré-schismatiques ci-avant...
- Manuel le Crétois († 1792), martyr.

### Prénoms du jour
Bonne fête aux Louise et ses variantes et dérivés : Lilou, Lois, Loïs, Loisa, Loïsa, Loïse, Lou, Lou-Anne, Louanne, Louisa, Louisane, Louisanne, Louise-Anne, Louise-Marie, Louisette, Louison, Loulou, Loys, (Ludivine ?) Ludovica, Ludovika, Luigina, Luisa, Luiza, Marie-Louise (saint-Louis au masculin les 25 août par exemple).
Et aussi aux :
- Clément-Marie,
- Longin, Longina, Longine,
- Lucrèce, Lucrecia, Lucrécia, Lucretia, Lucrezia ;
- aux William et ses variantes : Bill, Billy, Guglielmo, Guillermo, (Guilhaume, Guillaume les 10 janvier), Wilhelm, Wilian, Will, Willi, Williams, Willie, Willis, Willy, Willyam, Willys, Wilson ;
- aux Zacharie et ses variantes : Zac, Zacharia, Zacharias, Zachary, Zack, Zak, Zakaria, Zakarias.

## Traditions et superstitions

### Dictons
- « À la saint-Zacharie, il y a des corbeaux gris. »[19]
- « À mi-mars, le coucou est dans l’épinard. »[20]

### Astrologie
- Signe du zodiaque : 25e jour du signe astrologique des Poissons (26e en cas d'année bissextile).